# Глинки (Жуковский район)
Глинки (Глинка) — деревня в Жуковском районе Брянской области, в составе Жуковского городского поселения. 
 Расположена в 3 км к северу от Жуковки, на левом берегу Ветьмы. Население — 66 человек (2010).
Железнодорожная платформа (193 км) на линии Брянск—Рославль.

## История
Упоминается с XVIII века как хутор, владение Астафьевых; в XIX веке — Гавриловых и других. С 1861 по 1925 входила в состав Фошнянской волости Брянского (с 1921 — Бежицкого) уезда; позднее в Жуковской волости, Жуковском районе (с 1929).
До 2005 года входила в Гришинослободский сельсовет.
| Год       | 1866 | 1926 | 1979 | 1989 | 2002 | 2010 |
| --------- | ---- | ---- | ---- | ---- | ---- | ---- |
| Население | 19   | 108  | 111  | 76   | 59   | 66   |